# اینترنت ماهواره‌ای
اینترنت ماهواره‌ای (به انگلیسی: Satellite Internet access) یکی از انواع دسترسی به اینترنت، از راه ماهواره است.  اینترنت ماهواره‌ای بیشتر در مواردی به‌کار می‌رود که دسترسی معمولی به اینترنت (کابلی،فیبرنوری،دایال-آپ، بی‌سیم،Xdsl) امکان‌پذیر نیست (مانند جاهای دورافتاده)، یا از کیفیت پایینی برخوردار است. این سرویس معمولا در مدار زمین‌ایستا داده می‌شود، و در بعضی مناطق مانند مناطق قطبی، به علت کم‌شدن زاویه دید ماهواره از روی زمین، کیفیت خوبی ندارد.
همچنین از اینترنت ماهواره‌ای برای دسترسی و اتصال هواپیما به اینترنت استفاده می‌شود.
به بیانی دیگر اینترنت ماهواره‌ای توانایی انتقال و دریافت داده ها از یک دیش ماهواره‌ای نسبتاً کوچک روی زمین و برقراری ارتباط با ماهواره است.

## معرفی کلی
به طور کلی در تعریف این نوع از اینترنت باید گفت امواج از طریق ماهواره ارسال میشود و کاربر برای دریافت آن باید از تجهیزات مخصوص آن یعنی دیش و دریافت کننده امواج استفاده کند.
اگر این نوع از اینترنت فراگیر شود احتمال تولید تجهیزات آن با قیمت کمتر وجود دارد. یا حتی سیم کارت هایی مانند آنچه در تلفن ماهواره‌ای استفاده میشود تولید شود. 
دو نوع سرویس جدا در این نوع اینترنت ارائه میشود اول آپلود و دیگری دانلود است.
سرعت این نوع اینترنت با افزایش تعداد ماهواره‌ها بیشتر می‌شود و بر اساس آزمایش‌های اخیر سرعت قابل توجهی است. 
بانک ها در دنیا از این نوع سیستم برای ارتباط با مرکز داده استفاده میکنند.
این تکنولوژی جدید نیست و تعدادی ماهواره در مناطقی از جهان خدمات دیتا را ارائه می‌دهند. 
در چند سال اخیر پیشنهاد استفاده کشورهایی که دسترسی کمی به اینترنت دارند مثل مناطقی از آفریقا یا کشورهایی که سانسور اینترنت دارند مثل ایران و چین یا مناطقی که امکان نصب آنتن‌های تلفن همراه مهیا نیست داده شده و اقداماتی مانند پروژه استارلینک توسط اسپیس اکس در حال انجام است و در قدم اول روستاهایی در آمریکا و کانادا به آن متصل میشوند
ایلان ماسک مدیر پروژه استارلینک می گوید هدف او از تعریف این پروژه علاوه بر کسب درآمد برای انجام دیگر پروژه هایش ایجاد بستر مناسب برای بهره مندی کل کره ی زمین از اینترنت بوده است زیرا در حال حاضر ۳٫۹ میلیارد نفر(۵۳%) به اینترنت دسترسی ندارند. با اتمام پروژه استارلینک همه به اینترنت دسترسی پیدا خواهند کرد. او اعلام کرده است که سرویس اینترنت ماهواره ای برای کشورهای شمال آفریقا و خاورمیانه مانند عراق و افغانستان که از زیرساخت لازم بهره مند نیستند رایگان خواهد بود.
همچنین کشورهای هند و ژاپن نیز تمایل به این نوع از اینترنت نشان داده اند.

### تأخیر دریافت سیگنال
تأخیر دریافت سیگنال (Latency) عبارت است از تأخیر میان درخواست داده (اطلاعات) تا دریافت جواب، یا در ارتباط یک‌طرفه، تأخیر میان لحظه واقعی انتشار سیگنال و زمانی که در مقصد دریافت می‌شود. در مقایسه با ارتباطات زمینی، ارتباطات ماهواره‌ای زمین‌ایستا، تأخیر زیادی دارند که دلیل آن فاصله زیاد (۳۳٬۷۸۶ کیلومتر) ماهواره تا ایستگاه زمینی است، گرچه امواج با سرعت نور حرکت می‌کنند. حتی اگر تاخیرهای دیگر نیز برطرف شوند، هنوز رفت و برگشت سیگنال رادیویی در لینک ماهواره‌ای، تقریباً ۲۵۰ میلی‌ثانیه زمان می‌برد.
برای یک بسته اینترنتی این تأخیر قبل از اینکه جوابش دریافت شود دو برابر می‌شود که این یک تئوری کمینه است. با عامل یابی دیگر تاخیرات معمولی از منبع شبکه در یک ارتباط یک طرفه تأخیر به ۵۰۰ تا ۷۰۰ میلیونیوم ثانیه می‌رسد که با احتساب حضور ISP در شبکه این میزان تا از ۱۰۰۰ تا ۱۴۰۰ میلیونوم ثانیه برای بازگشت نهایی به کاربر زمان می‌برد که کل این زمان RTT (مخفف round-trip time) نامیده می‌شود. این میزان از ۱۵۰ میلیونوم ثانیه خطوط Dial up بسیار بیشتر است.

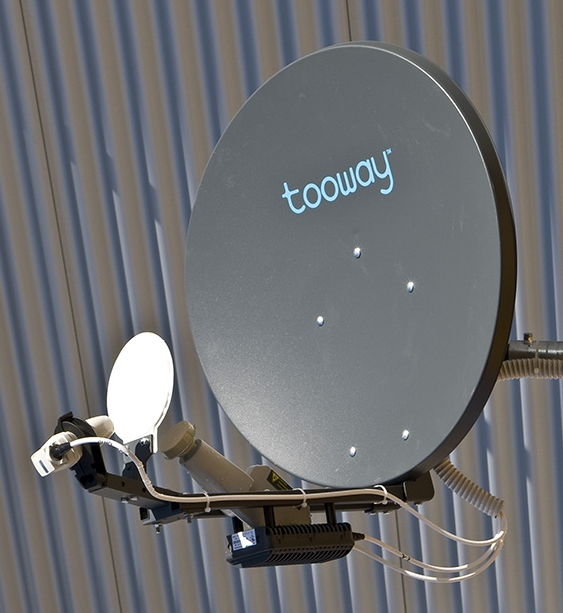
آنتن دو طرفه

با توجه به لتنسی کابرد این سرویس برای سرویس‌های لحظه‌ای همچو بازی‌های آنلاین، ویدیو کنفرانس‌ها و دیگر فعالیت‌های مبتنی بر زمان انی نامناسب می‌باشد.
همچنین با توجه با کانکشن‌های اس اس ال که برای رمزنگاری بین کاربر و سرور نیاز به دریافت و ارسال دسته زیادی از اطلاعات دارند این سرویس معیوبیت خود را به‌طور آشکاری نشان می‌دهد. با این وجود حتی دسترسی به یک ایمیل ساده و وبگردی می‌تواند زحمت‌آور باشد. از آنجایی که سرویس VPN نیز از جمله سرویس‌های با قابلیت رمزنگاری می‌باشد دو سرویس دهنده بزرگ آمریکای شمالی یعنی واید بلو و هاس نت از ارائه سرویس خود بر مبنای VPN خودداری کرده‌اند. با اینکه لتنسی قابل محو شدن نیست تنها راه ممکن برای سرعت بخشیدن به آن استفاده از شتاب دهنده‌های TCP است که با تقسیم دورهای بازخوردی بین فرستنده و گیرنده می‌تواند کارا باشد که البته نیازمند تکنولوژی‌های مدرن است.
ماهواره‌های واقع در دو مدار پایین‌تر LEO و MEO دارای لتنسی کمتری هستند اما با وجود تأخیر ۴۰ میلیونوم ثانیه از ظرفیت کمی نزدیک ۶۴ کیلوبیت بر ثانیه برخوردارند.
نوع بسیار ویژه برای به حداقل رساندن لتنسی استفاده از هوانوردهای خورشیدی که دور یک نقطه خاص در حال حرکتند می‌باشد این هوانوردها در ارتفاع تقریباً ۲۰٬۰۰۰ متری در حال پروازند که لتنسی آن‌ها به ۰٫۲۵ میلیونوم ثانیه می‌رسد.

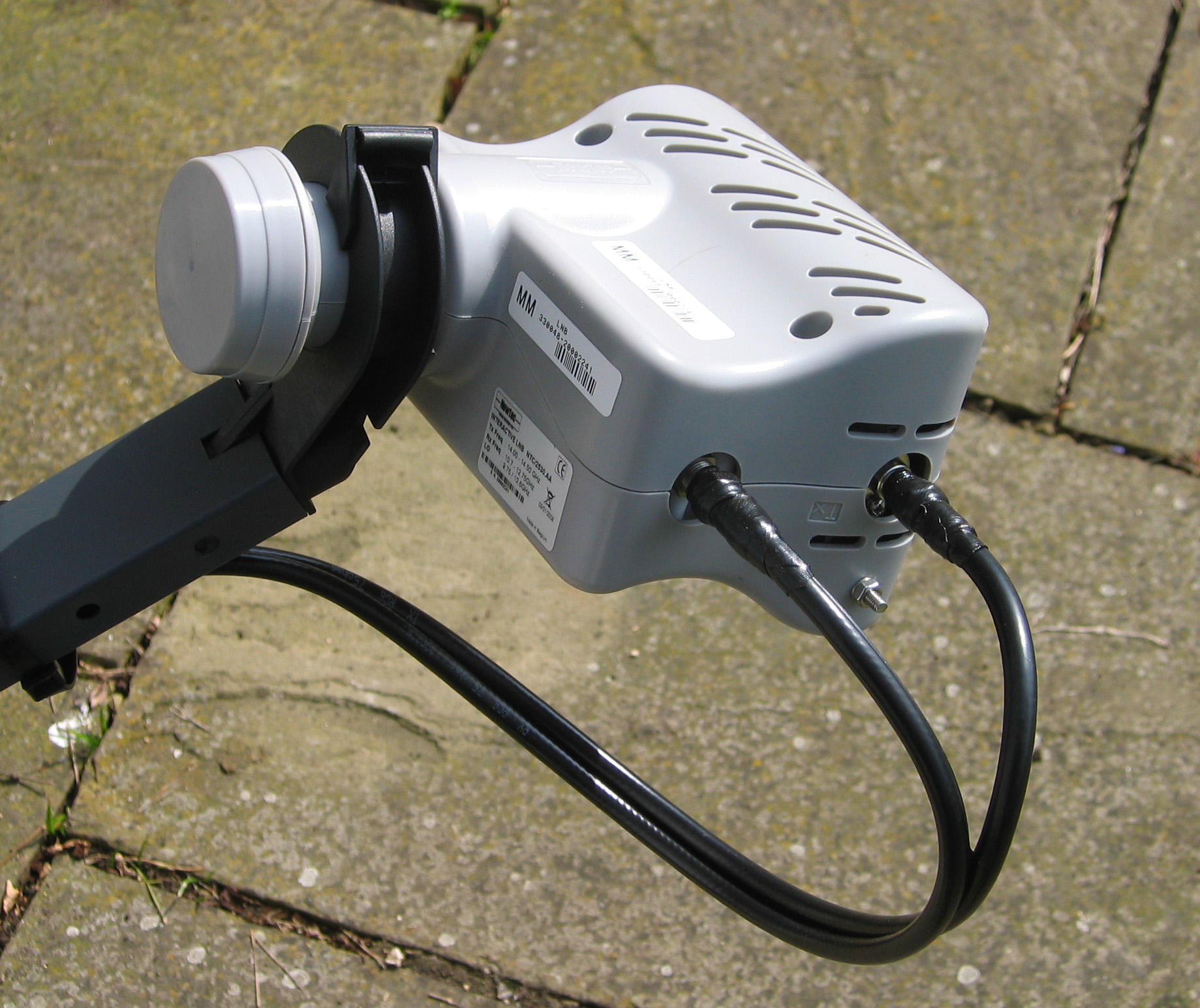
ترکیب ال ان بی و بی یو سی برای ارتباط دو طرفه

### در دید بودن ماهواره (Line of Sight)
مدار ژیواستیشنری در عرض جغرافیایی ۰ قرار دارد که ماهواره‌ها در این مدار به نظر بی حرکت می‌مانند اما در واقع با سرعت برابر زمین در حال چرخشند و نیازی به ردیابی آن‌ها توسط گیرنده زمینی نیست بلکه ثابت ماندن در نقطه‌ای برای دریافت سیگنال کافی می‌باشد. به‌طور معمولی پاک ماندن خط دید میان گیرنده و ماهواره باعث کار کردن آن‌ها می‌گردد.

سیگنال رادیویی بین دو آنتن به‌طور کامل همچون باریکه نور مستقیم و یک راست نیست با وجود این سیگنال‌ها را که در حالت انتشار پخش شده‌اند باید دوباره به نقطه‌ای بازتاباند تا قدرت و کیفیت خود را حفظ کنند که در این حالت استفاده از آنتن‌ها با قطرهایی بزرگ پیشنهاد می‌شود.

## ارتباط دو طرفه

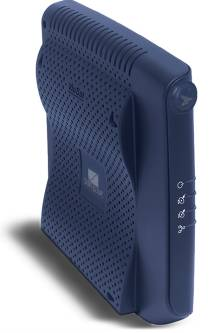
مودم ماهواره‌ای برای ارتباط دو طرفه

سرویس اینترنت ماهواره‌ای دو طرفه شامل ارسال و دریافت اطلاعات از طریق کنترل‌کننده وی ست (VSAT) که با استفاده از ماهواره به ایستگاه‌های زمینی متصل می‌گردد، است که خود این ایستگاه‌ها به اینترنت زمینی متصل می‌باشند. هر دوی دیش‌های ماهواره‌ای چه در نزد کاربر و چه در ایستگاه زمینی باید به‌طور دقیقی به ماهواره واسطه تنظیم باشند تا با سیگنال دیگر ماهواره‌ها اختلال پیدا نکنند. اصلی‌ترین تجهیزات سخت‌افزاری این سیستم شامل یک مودم ماهواره‌ای و پایانه وی ست می‌باشد. از جمله موارد استفاده این سیستم می‌توان مدیریت بحران و یا کاربرد آن در شبکه‌های بانکی اشاره نمود که در سطح شهرها و در پایانه‌های ATM متحرک سوار بر خودرو، کامیون یا کانکس‌ها وجود دارند و تقریباً تمام شبکه بانکی ایران از این سرویس ماهواره‌ای استفاده می‌کند. گرانی و راه اندازی سیستم وی ست می‌تواند چندین برابر سیستم‌های ای دی اس ال باشد و این مسئله موجب شده است تا این سرویس بیشتر مورد استفاده شرکت‌ها، بانک‌ها و سازمان‌های بزرگ قرار گیرد. در ایران نیز این سرویس مورد استفاده فراوان کسب و کارها، سازمان‌ها و بانک‌ها قرار می‌گیرد و شرکت پارس آنلاین به عنوان بزرگترین و با سابقه‌ترین ارایه کننده خدمات VSAT در ایران شناخته می‌شود.

### پهنای باند
مشتریان اینترنت ماهواره‌ای محدوده‌ای از کاربران خانگی با یک سیستم تا مجموعه‌های بزرگ تجاری با چندین صد سیستم را تشکیل می‌دهند. بالا بودن هزینه‌های راه اندازی این سرویس‌ها توسط شرکت‌های سرویس دهنده باعث شده‌است کاربران از پهناباندی اشتراکی حتی با شرایطی خاص استفاده کنند که از جمله آن می‌توان به محدودیت چه در سرعت و چه در ترافیک اشاره کرد.

سرویس تو وی (Tooway) در اروپا محبوبترین سرویس اینترنت ماهواره‌ای می‌باشد که در سال ۲۰۱۱ با پرتاب ماهواره کا ست (KA-SAT) در قزاقستان پهنا باند این سرویس به ۷۰ مگابیت بر ثانیه رسید و تحولی عظیم در سرعت و ترافیک اینترنت ماهواره‌ای اروپا ایجاد کرد. قرارگیری امارات متحده عربی در محدوده فرکانس دهی آن از نکات جالب توجه می‌باشد.

## یک طرفه دریافتی با ارسال زمینی
یک طرفه زمینی با بازگشت ماهواره‌ای که معمولاً از خطوط Dial up برای ارسال اطلاعات آن استفاده می‌شود سیستمی است که به دلیل بالا بودن سرعت دریافت اطلاعات آن جدا از بحث لتنسی ماهواره‌ای یک طرفه نام گرفته‌است. برای ارسال نیز می‌توان از سرویس‌های دیگر استفاده کرد که به‌کارگیری سرویس GPRS کلاً آن را بی‌سیم می‌کند GPRS می‌تواند از طریق موبایل باشد که این نوع از اینترنت ماهواره‌ای بر پایین بودن هزینه‌های آن کمک بسزایی می‌کند.

در ایران سرویس یک طرفه ماهواره‌ای بیشتر از طریق اپن اسکای فرانسه که توسط ماهواره Eutelsat W3A عرضه می‌گردد دارای محبوبیت فراوانی است.

استفاده از کارت دی وی بی اس (DVB-S) و اتصال آن به ال ان بی برای دریافت امواج مختص سرویس شرط لازم برای اتصال ماهواره‌ای یک طرفه می‌باشد. برای ترکیب دو اتصال مجزا معمولاً از وی پی ان استفاده می‌شود که سرور وی پی ان داده‌های ارسالی را از طریق ماهواره برای کاربر ارسال می‌کند. وب سرفینگ یا وب گردی در چنین شرایطی بنابه لتنسی سیگنال و منابع شبکه بسیار مطلوب نمی‌باشد اما دانلود فایل‌ها برخلاف دیگر کاربردهایش که مبتنی بر زمان آنی نیستند می‌تواند از اهمیت خاصی برخوردار باشد که سرعت بالای خود را به خوبی نشان می‌دهد.

## انتشار یک طرفه، فقط دریافت
سیستم انتشار یک طرفه همچون بخش رسانه‌ای رادیو و تلویزیون ماهواره‌ای می‌باشد. در این حالت کاربر کنترلی بر داده دریافتی ندارد و این خود باعث می‌شود که پروتکل‌هایی که نیاز به تاییدیه دریافت صحیح اطلاعات دارند بلااستفاده باشند. حالتی و جود دارد که سرویس دهندگان به کاربر اجازه می‌دهند کاربر درخواست خود را در وبگاهشان به‌طور آنلاین ثبت کند سپس داده او به‌طور آفلاین برای او ارسال می‌شود که البته نیازی به آنلاین بودن در هنگام دریافت فایل نیست؛ و یکی دیگر از حالتهای رایج دریافت فایل‌هایی است که بر روی امواج خاصی قرار دارند و کاربران آن‌ها را به صورت آفلاین دانلود می‌کنند.